# Mussolente
Mussolente là một đô thị tại tỉnh Vicenza ở vùng Veneto, Ý.